# Götz Naleppa
Götz Naleppa (* 24. Dezember 1943 in Wartenburg i. Ostpr.) ist ein deutscher Hörspielregisseur, Klangkomponist, Dramaturg und Übersetzer.

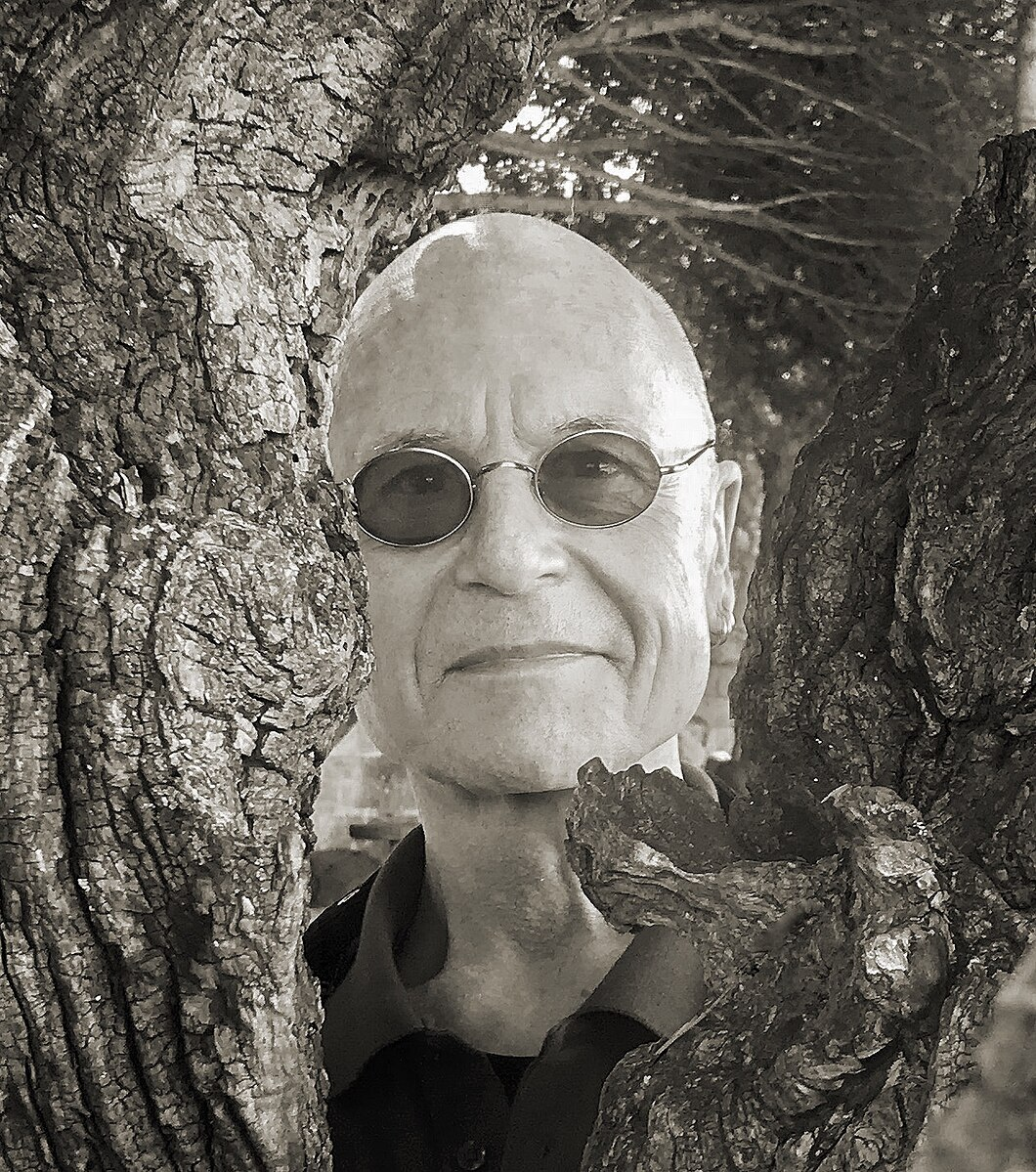
Götz Naleppa (2019)

## Leben
Götz Naleppa wurde in Ostpreußen als Sohn der Schriftstellerin Eva Hönick und des Werbekaufmanns Richard Naleppa geboren und wuchs nach den Kriegswirren in Stuttgart auf. Er studierte Theaterwissenschaften, Germanistik, Kunstgeschichte in Berlin und Madrid. 1970 folgte seine Promotion zum Dr. phil. an der Freien Universität Berlin mit der Dissertation Frühformen des religiösen Theaters in Spanien. Ihre Entwicklung und Überreste in der Gegenwart. Die "Loa" von La Alberca. Seine erste berufliche Station war für fünf Jahre Regieassistent am Schillertheater in Berlin während der Intendanz von Boleslaw Barlog. Zudem arbeitet er als Regisseur für Theater und Hörspiel und als Autor sowie Übersetzer (englisch, französisch, spanisch).
Ab 1972 ist er als Regisseur und Dramaturg in der Hörspielabteilung von RIAS-Berlin tätig. In den 1970er Jahren war Naleppa maßgeblich an der Entwicklung des Originaltonhörspiels und des Kunstkopf-Hörspiels beteiligt. 1977 arbeitete Naleppa als Chefdramaturg in der Hörspielabteilung des Südwestfunks (SWR) in Baden-Baden, kehrte aber Ende 1977 zum RIAS zurück. Durch die Zusammenarbeit mit George Tabori charakterisiert ihn von nun an eine am Schauspieler orientierte Regiearbeit. In den 1980er Jahren folgte die Hinwendung zu musikalischen und experimentellen Hörspielformen sowie der Radiokunst und Klangkomposition. Naleppas Regiearbeit umfasst in erster Linie literarische Hörspiele, aber auch Kriminalhörspiele, Kinderhörspiele, Hörspielserien, Komödien, musikalische Hörspiele, experimentelle Hörspiele, Kurzhörspiele, Features, Originaltonhörspiele oder Gedichte. Vom Theater kommend, hat Naleppa gelegentlich auch Theaterinszenierungen übernommen, u. a. das Musical „In der Nacht sind alle Taxen grau“ (Andreas Pflüger) im GRIPS-Theater, Berlin oder die Uraufführungen von „Kreisspiel“ und „Ein Labyr ist kein Labyr“ von Arthus C. Caspari/Carlheinz Caspari (1921–2009) für die Akademie der Künste, Berlin. Schließlich hat Naleppa über mehrere Jahre Sprachregie bei Opernaufzeichnungen für die DECCA geführt. Neben intensiver Arbeit mit dem Schauspieler ist die Musikalität der Gestaltung ein Kennzeichen für den Regiestil von Götz Naleppa.
Er erhielt Lehraufträge an der TU-Berlin und HdK (Berlin). Es folgten Lehrtätigkeit und Regiearbeit in Lateinamerika.
Von 1994 bis 1996 Aufbau der Hörspielabteilungen von Deutschlandradio (Köln/Berlin) als Hörspielleiter.
Von 1997 bis 2008 Regisseur und Dramaturg für Deutschlandradio Kultur (zuständiger Redakteur für Klangkunst). Seit Januar 2009 freiberuflich tätig als Regisseur (Hörspiel, Medienkunst) und Komponist im Bereich digitale Klangkunst.
Zahlreiche Preise für Hörspielinszenierungen: mehrfach Hörspiel des Monats, Prix Europa, Prix Marulic, Prix Italia (2009) u. a., und für eigene Klangkompositionen: Gold Award der New York Festivals (2008 für "Popol Vuh", 2014 für "Cantus Apium", 2018 für "Palimpsest" und 2020 für "ZENScapes").

## Hörspiele (Regie – Auswahl)
- 1973: Günter Wallraff / Jens Hagen: Das Kraftwerk – oder Was wollt ihr denn ihr lebt ja noch (Originaltonhörspiel) – (WDR / NDR / RIAS Berlin)
- 1973 / rev.2009: Götz Naleppa: Kathedrale oder Wohnmaschine – Das Bauhaus (Feature in 2 Teilen – RIAS Berlin)
- 1978: Anthony J. Ingrassia: Berührungen (Hörspiel (Kunstkopf) – RIAS Berlin/NDR)
- 1980: Anthony J. Ingrassia: Fame – Berühmt (Hörspiel – RIAS Berlin)
- 1983: Roy Kift: Gründliche Anleitung zum alternativen Landleben (Hörspiel (Kunstkopf) – RIAS Berlin)
- 1983: Alfonso Sastre / Götz Naleppa: Fantastische Tragödie von der Zigeunerin Celestina (Hörspiel – RIAS Berlin)
- 1984: Thomas Walther: So lebte er hin (Hörspiel (Kunstkopf) – RIAS Berlin)
- 1985: Fitzgerald Kusz: Burning Love (Hörspiel – RIAS Berlin / BR)
- 1986: Transit Communication: Corpus Delicti (Hörspiel – RIAS Berlin / WDR)
- 1987: Faith Wilding: Hildegard und ich (Hörspiel – RIAS Berlin / WDR)
- 1987: Dario Fo / Franca Rame: Offene Zweierbeziehung (Hörspiel – RIAS Berlin)
- 1988: Malcolm Lowry / Angelika Janz: Lunar Caustic oder Die letzte Adresse (Hörspiel – RIAS Berlin)
- 1988: Pier Paolo Pasolini / Götz Naleppa: Affabulazione oder Der Königsmord (Hörspiel – RIAS Berlin)
- 1989: Robert Gernhardt / Götz Naleppa: Die Toscana-Therapie (Hörspiel – RIAS Berlin)
- 1989: Rudolf Lorenzen: Cake Walk oder Eine Reise in die Anarchie (Hörspiel – RIAS Berlin)
- 1990: Andreas Marber: Frau Anna B. kommt in den vierten Stock (Hörspiel – RIAS Berlin)
- 1991: Raymond Federman / Götz Naleppa: Eine Liebesgeschichte oder sowas (Hörspiel – Bayerischer Rundfunk)
- 1993: Paul Bowles: Jener aus der Versammlung (Hörspiel – Bayerischer Rundfunk)
- 1993: John von Düffel: Go Wost (Hörspiel – RIAS Berlin) (PRIX FUTURA 1993)
- 1994: Joseph A. Gleich / Theodor Weißenborn: Udo der Stählerne (Hörspiel in 14 Folgen – RIAS Berlin)
- 1995: Roland Topor: Ein Winter unterm Tisch (Hörspiel – NDR / MDR)
- 1996: Carsten Rudolf: Sex und Hunger (Hörspiel – RIAS Berlin / SR)
- 1997: Antonin Artaud / Götz Naleppa: Pour en finir avec le jugement de Dieu – Schluss mit dem Gottesgericht (Hörspiel zweisprachig – DLF)
- 1997: Feridun Zaimoglu: Kanak Sprak – Mißtöne vom Rande der Gesellschaft (Hörspiel – RIAS Berlin / SDR)
- 2000: Eric-Emmanuel Schmitt: Enigma (Hörspiel – MDR)
- 2004: Karin Fossum: Dunkler Schlaf (Kriminalhörspiel – DKultur)
- 2006: Liese Haug: Max und Mozart – (Hörspiel für Kinder – DKultur)
- 2006: Wieland Freund / Gabriele Neumann: Gespensterlied – (Hörspiel für Kinder – DKultur)
- 2007: Andrea Camilleri: Toter Mann (Kriminalhörspiel – DKultur)
- 2008: Jules Verne / Holger Teschke: 20 000 Meilen unter dem Meer – (Hörspiel für Kinder – DKultur)
- 2008: Raymond Federman: My Body in Nine Parts – Mein Körper in neun Teilen – (DKultur) (PRIX ITALIA 2009)
- 2008: Rahel van Kooij: Klaras Kiste – (Hörspiel für Kinder – DKultur)
- 2009: Johan Theorin: Öland – (Kriminalhörspiel – DKultur)
- 2010: Lothar Trolle:  Hans (im Glück) – (Hörspiel – RBB)
- 2012: Christian Ulmcke: Das größte Abenteuer der Welt – (Hörspiel für Kinder – DKultur)
- 2012: Hannelore Hippe: Die Tagebücher des Samuel Pepys – (DLF)
- 2012: Ginka Steinwachs: Leckermänner – Dichten in Fahrtrichtung – (Hörspiel – DKultur / Radio Bremen)
- 2014: Thilo Reffert: Pinocchio – (Hörspiel für Kinder – DKultur)
- 2016: Johan Theorin: Inselgrab – (Kriminalhörspiel – DKultur)
- 2018: Friedrich Knilli: Höllenfahrt – (Feature – DKultur)
- 2023: Stefano Giannotti: Populist Radio – (Hörspiel, Klangkunst – DKultur)

## Klangkunst (Komposition – Auswahl)
- 1984: Götz Naleppa / Transit Communication: Robinsonate – Ein Inselklangspiel in 15 Sätzen – (Audio Art – WDR)
- 1999: Ilana Zukermann / Götz Naleppa: Ilana’s Elegy – (Klangkomposition – Autorenproduktion)
- 2006: Götz Naleppa: Popol Vuh – Das Buch vom Ursprung der Maya – (Klangkomposition – Radio Educación, Mexico / DKultur / RBB) (Gold Award der New York Festivals 2008)
- 2000 / 2013: Götz Naleppa / Lawrence Ferlinghetti Cablecar Blues – Klanggedicht nach Ferlinghetti – (Klangkomposition – Autorenproduktion)
- 2013: Götz Naleppa: CANTUS APIUM – 7 Variationen über Vergil für Stimme und 15 Bienenvölker – (Klangkomposition – Autorenproduktion) (Gold Award der New York Festivals 2014)
- 2017: Götz Naleppa: Palimpsest – A Sound Biography – (Klangkomposition – Autorenproduktion) (Gold Award der New York Festivals 2018)
- 2019: Götz Naleppa: ZENScapes | Stadt, Land, Fluss – (Klangkomposition – Autorenproduktion) (Gold Award der New York Festivals 2020)
- 2021: Götz Naleppa: JUKEBOX | 25 Miniaturen – (Klangkomposition – Autorenproduktion) (Silver Award der New York Festivals 2022 in der Kategorie Sound Art)[2]
- 2024: Götz Naleppa: Troubled Times | Unruhige Zeiten – (Klangkomposition – Autorenproduktion) (Silver Award der New York Festivals 2025 in der Kategorie 'Sound Art')[3]

## Einzelbelege
1. ↑  Wilfried Dörstel: Ein Labyr ist kein Labyr. Carlheinz Casparis Modell ästhetisch-ethischer Selbstbildung zwischen cage, constant und Situationisten. Walther König, 2009, ISBN 978-3-86560-636-5
2. ↑  Deutschlandfunk Kultur Pressemitteilung vom 13. Juli 2022: Silver Radio Award des New York Festivals 2022. Preisgekröntes Klangkunststück JUKEBOX von Götz Naleppa (Seite nicht mehr abrufbar, festgestellt im Juni 2025. Suche in Webarchiven)  Info: Der Link wurde automatisch als defekt markiert. Bitte prüfe den Link gemäß Anleitung und entferne dann diesen Hinweis., abgerufen am 13. Juli 2022
3. ↑  Silver Radio Award des New York Festivals 2025 – Preisgekrönte Klangkunst „Troubled Times – Unruhige Zeiten“ von Götz Naleppa, deutschlandradio.de vom 23. Mai 2025, abgerufen am 20. August 2025

| Personendaten    | Personendaten                                                         |
| ---------------- | --------------------------------------------------------------------- |
| NAME             | Naleppa, Götz                                                         |
| KURZBESCHREIBUNG | deutscher Hörspielregisseur, Klangkomponist, Dramaturg und Übersetzer |
| GEBURTSDATUM     | 24. Dezember 1943                                                     |
| GEBURTSORT       | Wartenburg                                                            |